# Симоцума (княжество)
Княжество Симоцума (яп. 下妻藩 Симоцума-хан) — феодальное княжество (хан) в Японии периода Эдо (1591—1871). Симоцума-хан располагался в провинции Хитати (современная префектура Ибараки) на острове Кюсю.

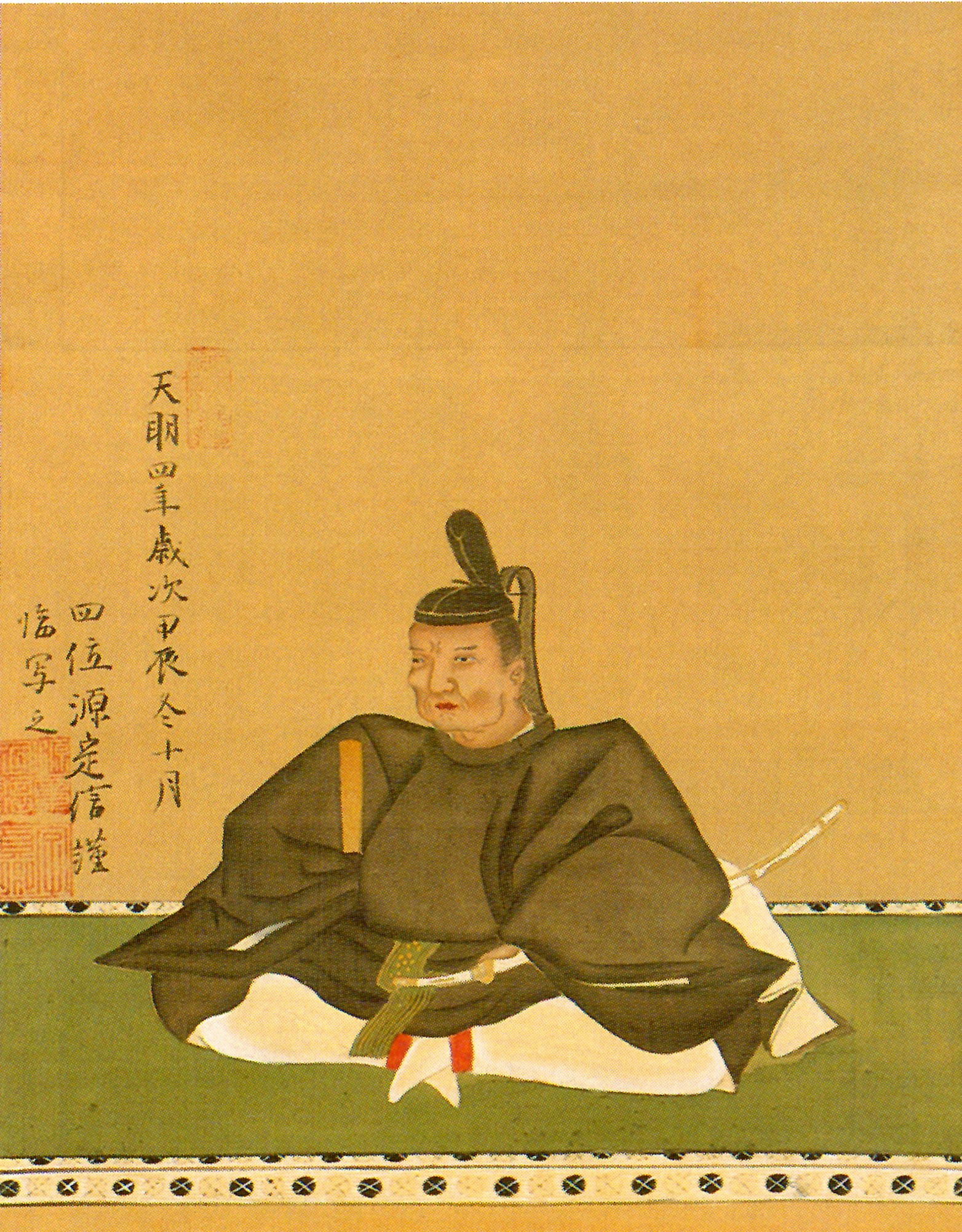
Мацудайра Садацуна

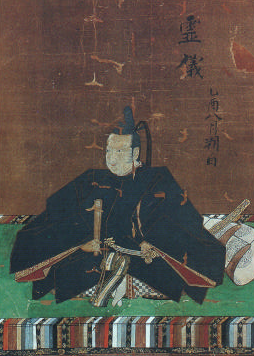
Мацудайра Тадамаса

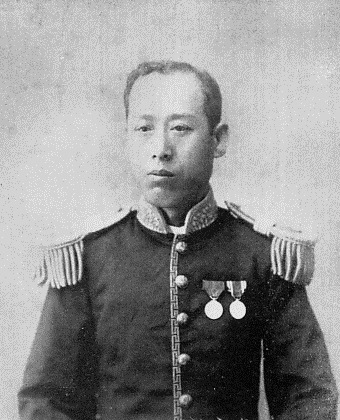
Иноуэ Масаото, 14-й даймё Симоцума-хана

Административный центр хана: Симоцума jin’ya в провинции Хитати (современный город Симоцума в префектуре Ибараки).
Доход хана:
- 1591—1601 годы — 60 000 коку риса
- 1606—1609 годы — 100 000 коку риса
- 1615—1618 годы — 30 000 коку риса
- 1712—1871 годы — 10 000 коку риса

## История
В течение периода Сэнгоку область вокруг Симоцумы находилась под контролем рода Тагая, вассалов рода Юки. Хотя клан Тагая поклялся в верности Токугава Иэясу после битвы при Одавара в 1590 году, во время битвы при Сэкигахаре в 1600 году род перешел на сторону клана Уэсуги, и, следовательно, был лишен 60 000 коку риса.
Симоцума-хан был в 1606 году был передан Токугаве Ёрифусе (1603—1661), одиннадцатому сыну сёгуна Токугава Иэясу, который в 1609 году стал основателем княжества Мито-хан. В 1609—1615 годах княжество находилось под прямым управлением сёгуната Токугава. В 1615 году в Симоцуму был переведен из Агенасаки-хана Мацудайра Тадамаса (1598—1645), второй сын Юки Хидэясу и внук Токугава Иэясу. В 1616 году он был переведён в Мацусиро-хан в провинции Синано. В том же году новым правителем Симоцума-хана стал Мацудайра Садацуна (1592—1652), даймё Симофуса-хана в 1609—1616 годах. В 1619 году Мацудайра Садацуна был переведен в Какегава-хан.
С 1619 по 1712 год Симоцума-хан находился под прямым управлением сёгуната Токугава. В 1712 году Иноуэ Таданага, доверенное лицо и вассал Токугава Иэнобу, получил 10 000 коку, необходимые для статуса даймё, и был переведен в восстановленный Симоцума-хан. Его потомки управляли княжеством до Реставрации Мэйдзи. Тем не менее, 10 из 14 даймё из рода Иноуэ были приняты в клан из других родов с связи с тенденцией даймё умирать молодыми и без наследника.
Во время Войны Босин (1868—1869) Иноуэ Масаото, последний даймё Симоцума-хана, первоначально был на стороне сёгуната Токугава, а затем перешел на сторону императорского правительства Мэйдзи. Тем не менее, многие из самураев княжества Симоцума, выступили против такого решения даймё и сражались на стороне Айдзу-хана во время битвы при Айдзу. Правительство Мэйдзи вначале объявило даймё Симоцума-хана предателем и приговорило его к сэппуку, но из-за сильных аргументов его каро (советников) это решение было отменено. Позднее Иноуэ Масаото был возведен в титул виконта (сисяку) в новой японской аристократической иерархии — кадзоку.
Согласно переписи 1855 года, в Симоцума-хане насчитывалось 2 055 человек и 329 домохозяйств.

## Список даймё
| #                                               | Имя и годы жизни                                | Годы правления | Титул                      | Ранг                     | Кокудара     |
| ----------------------------------------------- | ----------------------------------------------- | -------------- | -------------------------- | ------------------------ | ------------ |
| Род Тагая (тодзама-даймё) 1591—1601             |                                                 |                |                            |                          |              |
| 1                                               | Тагая Сигецунэ (1558-1618) (яп. 多賀谷 重経)    | 1591-1601      | нет                        | неизвестен               | 60,000 коку  |
| Род Токугава (симпан-даймё) 1606—1609           |                                                 |                |                            |                          |              |
| 1                                               | Токугава Ёрифуса (1603-1661) (яп. 松平鶴千代丸) | 1606-1609      | нет                        | нет                      | 100,000 коку |
|                                                 | Сёгунат Токугава                                | 1609-1615      |                            |                          |              |
| Род Этидзэн-Мацудайра (симпан-даймё) 1615—1616  |                                                 |                |                            |                          |              |
| 1                                               | Мацудайра Тадамаса (1598-1645) (яп. 松平忠昌)   | 1615-1616      | Иё-но-ками (伊予守)        | Пятый нижний (従五位下)  | 30,000 коку  |
| Род Хисамацу-Мацудайра (симпан-даймё) 1616—1618 |                                                 |                |                            |                          |              |
| 1                                               | Мацудайра Садацуна (1592-1652) (яп. 松平定綱)   | 1616-1618      | Эттю-но-ками (越中守)      | Пятый нижний (従五位下)  | 30,000 коку  |
|                                                 | Сёгунат Токугава                                | 1619-1712      |                            |                          |              |
| Род Иноуэ (фудай-даймё) 1712—1871               |                                                 |                |                            |                          |              |
| 1                                               | Иноуэ Масанага (1654-1721) (яп. 井上正長)       | 1712-1720      | Тотоми-но-ками (遠江守)    | Пятый нижний (従五位下)  | 10,000 коку  |
| 2                                               | Иноуэ Масаацу (1707-1753) (яп. 井上正敦)        | 1720-1753      | Тотоми-но-ками (遠江守)    | Пятый нижний (従五位下)  | 10,000 коку  |
| 3                                               | Иноуэ Масатоки (1736-1760) (яп. 井上正辰)       | 1753-1760      | Тотоми-но-ками (遠江守)    | Пятый нижний (従五位下)  | 10,000 коку  |
| 4                                               | Иноуэ Масамунэ (1759-1784) (яп. 井上正意)       | 1760-1784      | Тотоми-но-ками (遠江守)    | Пятый нижний (従五位下)  | 10,000 коку  |
| 5                                               | Иноуэ Масаки (1753-1800) (яп. 井上正棠)         | 1784-1789      | Тотоми-но-ками (遠江守)    | Пятый нижний (従五位下)  | 10,000 коку  |
| 6                                               | Иноуэ Масахиро (1772-1814) (яп. 井上正広)       | 1789-1814      | Тотоми-но-ками (遠江守)    | Пятый нижний (従五位下)  | 10,000 коку  |
| 7                                               | Иноуэ Масанори (1776-1817) (яп. 井上正建)       | 1814-1816      | Сайкон-но-сёгэн (左近将監) | Пятый нижний (従五位下)  | 10,000 коку  |
| 8                                               | Иноуэ Масатомо (1792-1820) (яп. 井上正廬)       | 1816-1819      | Найдзэн-но-ками (内膳正)   | Пятый верхний (従五位上) | 10,000 коку  |
| 9                                               | Иноуэ Масатами (1807-1828) (яп. 井上正民)       | 1819-1828      | Тотоми-но-ками (遠江守)    | Пятый нижний (従五位下)  | 10,000 коку  |
| 10                                              | Иноуэ Масаката (1817-1845) (яп. 井上正健)       | 1828-1845      | Тотоми-но-ками (遠江守)    | Пятый нижний (従五位下)  | 10,000 коку  |
| 11                                              | Иноуэ Масаёси (1834-1852) (яп. 井上正誠)        | 1845-1852      | Тотоми-но-ками (遠江守)    | Пятый нижний (従五位下)  | 10,000 коку  |
| 12                                              | Иноуэ Масанобу (1840-1856) (яп. 井上正信)       | 1852-1856      | Тотоми-но-ками (遠江守)    | Пятый нижний (従五位下)  | 10,000 коку  |
| 13                                              | Иноуэ Масаканэ (1823-1878) (яп. 井上正兼)       | 1856-1876      | Иё-но-ками (伊予守)        | Пятый нижний (従五位下)  | 10,000 коку  |
| 14                                              | Иноуэ Масаото (1856-1921) (яп. 井上正巳)        | 1866-1871      | Иё-но-ками (伊予守)        | Пятый нижний (従五位下)  | 10,000 коку  |